# Saucisse aux pommes de terre

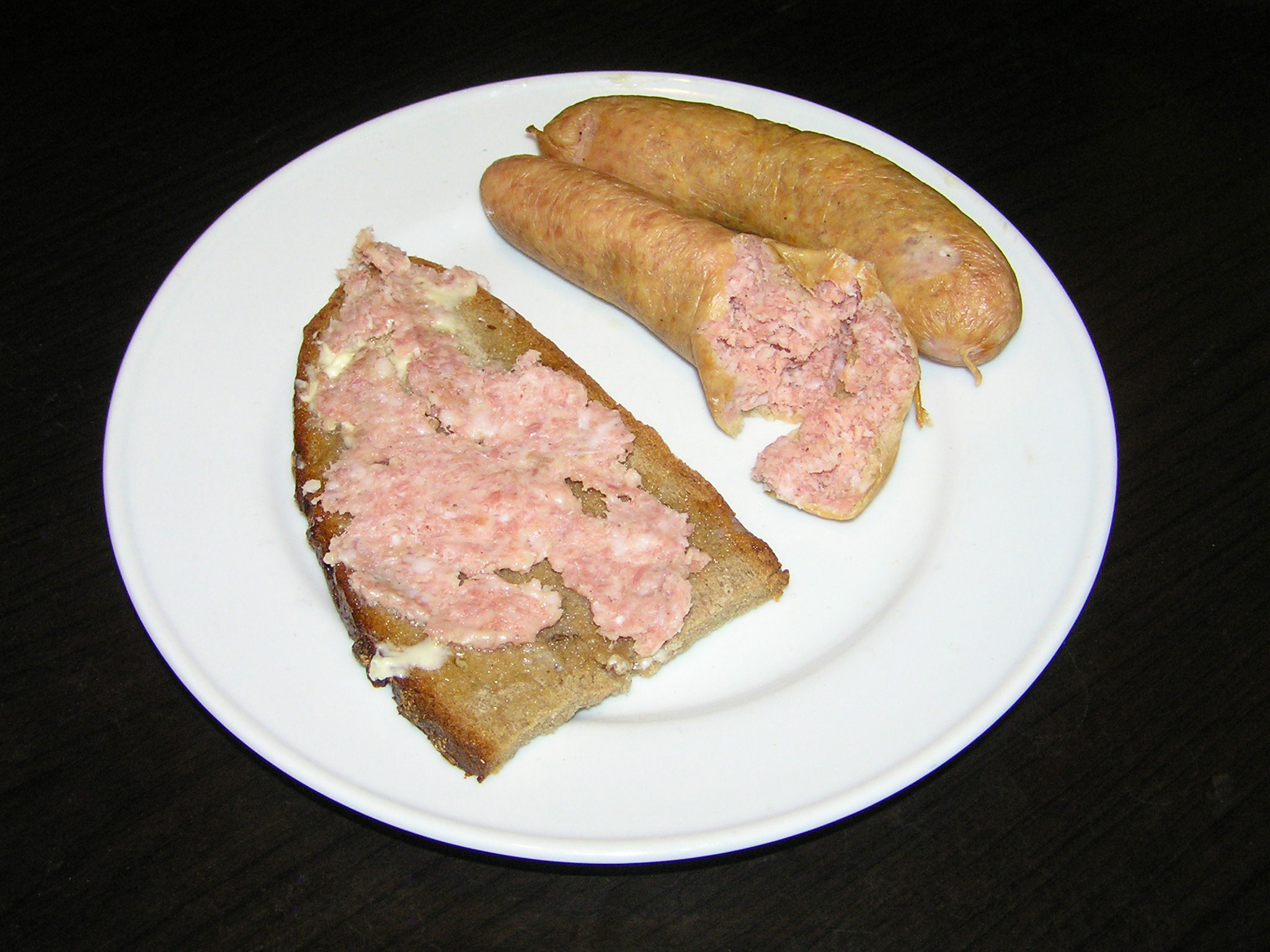
Saucisse aux pommes de terre.

La saucisse aux pommes de terre (en allemand standard : Kartoffelwurst ; en allemand dialectal : Grumbeerewurscht) est une saucisse à base de viande de porc ou de bœuf, de lard et de pommes de terre, agrémentés d'oignons et de diverses épices. C'est une spécialité allemande, que l'on trouve également en Alsace essentiellement dans sa partie septentrionale et en Moselle germanophone (Grùmbèrrewùrscht).
Les proportions sont en général de 50 à 70 % de viande hachée de porc ou de bœuf et de 30 à 50 % de pommes de terre. On y ajoute, selon la région, du lard gras, de la viande (souvent salée), des abats, ou du gruau ou des oignons braisés. L'assaisonnement se fait avec sel, poivre et muscade.
La préparation est ensuite mise dans un boyau (menu de porc) pour former une saucisse qui est chauffée de manière à coaguler les protéines du sang et obtenir la couleur typique rouge-brun. Au refroidissement, la gélatine de la couenne se solidifie davantage et rend la saucisse plus ferme.
La saucisse aux pommes de terre se consomme surtout sautée. Lorsque la gélatine a été chauffée et le gras fondu, la préparation prend souvent la consistance d'une purée bien lisse.
Il existe, surtout dans le sud-ouest de l'Allemagne, de nombreuses variantes régionales de la saucisse aux pommes de terre, en particulier dans les régions de Hesse, de Basse-Franconie, de Rhénanie-Palatinat et en Sarre.